# Государственные символы Мальдив
Государственные символы Мальдивской Республики — отличительные знаки государства Мальдивской Республики.
К ним относятся:
- Государственный флаг Мальдивской Республики
- Государственный герб Мальдивской Республики
- Государственный гимн Мальдивской Республики
- Национальный цветок — Роза
- Национальное дерево — Кокосовая пальма
- Национальное животное — Желтопёрый тунец

## Государственный флаг Мальдив
Государственный Флаг Мальдивской Республики представляет собой красное полотнище с зелёным прямоугольником в центре, на прямоугольнике изображён вертикальный полумесяц с рогами, направленными от древка. Флаг был принят 25 июля 1965 года.

## Государственный герб Мальдив
Государственный Герб Мальдивской Республики состоит из кокосовой пальмы, полумесяца, и двух перекрещивающихся Национальных флагов с традиционным названием государства на арабском языке.
Слова на эмблеме говорил один из самых прославленных героев нации султан Аль-Гази Мохамед Факурафаани Аль-Азам и означают они «государство Махал Дибият», аналогом которого является название Ибн Батута, а также и другие названия Мальдивов, которыми острова нарекали средневековые арабские путешественники.

## Государственный гимн Мальдив
Государственный Гимн Мальдивской Республики был введён в 1972 году. Слова гимна написал Мухаммад Жамель Диди в 1948 году, музыку создал в 1972 году шри-ланкийский композитор Ваннакуваттавадуге Дон Амарадева.
Композиция называется Приветствуем нашу страну (мальд. ޤައުމީ ސަލާމް).

## Дополнительные символы
Также 25 июля 1985 года Мальдивы утвердили свои официальные символы в виде животного, цветка и дерева.